# Get Large
Get Large est un groupe de producteurs de hip-hop français, originaire de Nice et de Paris. Ce duo, composé de Sla et Dam's, évolue principalement aux États-Unis. DJ de formation , la partie business et management est, elle, effectuée par le cofondateur Francis "6" Chaillet . Il existe également les labels Get Large Recordz et Get Large Productions.

## Biographie
Get Large se forme à Nice. En 2001, Sla et Dam's gagnent le concours de remix du titre Laisse pas traîner ton fils de NTM[réf. nécessaire]. Lors d'un entretien en 2015, 6 explique : « Apres des allez retours,j'ai vecu à New york pendant 5 années et on a travaillé, entre autres, pour le Wu Tang Clan et Mobb Deep. »
Sous l'impulsion de leur ami 6, ils décident d'aller de l'autre côté de l'Atlantique. Très rapidement, ils font de nombreuses rencontres, et grâce à leur couleur musicale à base de samples de soul, ils commencent à travailler pour des rappeurs américain tels que Masta Ace, les Diplomats, Havoc (de Mobb Deep), Killah Priest, Styles P. et Ghostface Killah. À la fin de 2003, ils annoncent la réédition de leurs deux premiers maxis Get Large et Family 1st. Après quelques maxis-vinyles, ils sortent trois mixtapes en format CD : La Mixtape (2003), Le Prelude (2004) et The Battlefield (2006). Le 27 juillet 2004, ils fondent le label Get Large Recordz, situé 29 Rue de Lepante à Nice.
En 2005, le groupe publie son premier album studio, Please... Believe It!!!!, regroupant des artistes de hip-hop américains. En 2007, ils créent en parallèle Get Large Productions avec le rappeur Eko du 94 (l'un de leurs collaborateurs). Dam's et SLA apparaissent également dans le documentaire français Beat Makerz - The Documentary. Courant 2008 devrait sortir Please... Believe It!!!! Volume 2. Le 4 mars 2008, Get Large Recordz publie la mixtape L.A. Mixtape: Street Album Vol. 01.
En 2014, leur chanson U and Me en featuring avec Crhyme Fam, issue de leur album Please... Believe It!!!!, est incluse dans la liste des titres de la mixtape France/USA : la bonne connexion,.
Depuis 2019, 6 anime un podcast régulier avec Daz intitulé "6 & Daz". Chaque épisode retrace "le parcours d'un artiste hip-hop ayant sévi durant la golden era du Hip-Hop c'est-à-dire la grosse dizaine d'années entre le milieu des 90s et le début des années 2000. Les tops, les flops, le pivot de carrière, tout sera abordé, avec passion, joie, et toujours dans le partage et la bienveillance". Quelques épisodes spéciaux TOP50 seront réalisés avec Anthony Cheylan de CliqueTV.

## Discographie

### Albums studio
- 2005 : Please... Believe It!!!!
- 2008 : Please... Believe It!!!! Volume 2

### Mixtapes
- 2003 : La mixtape
- 2004 : Le prélude
- 2006 : The Battlefield